# Fauna Africii

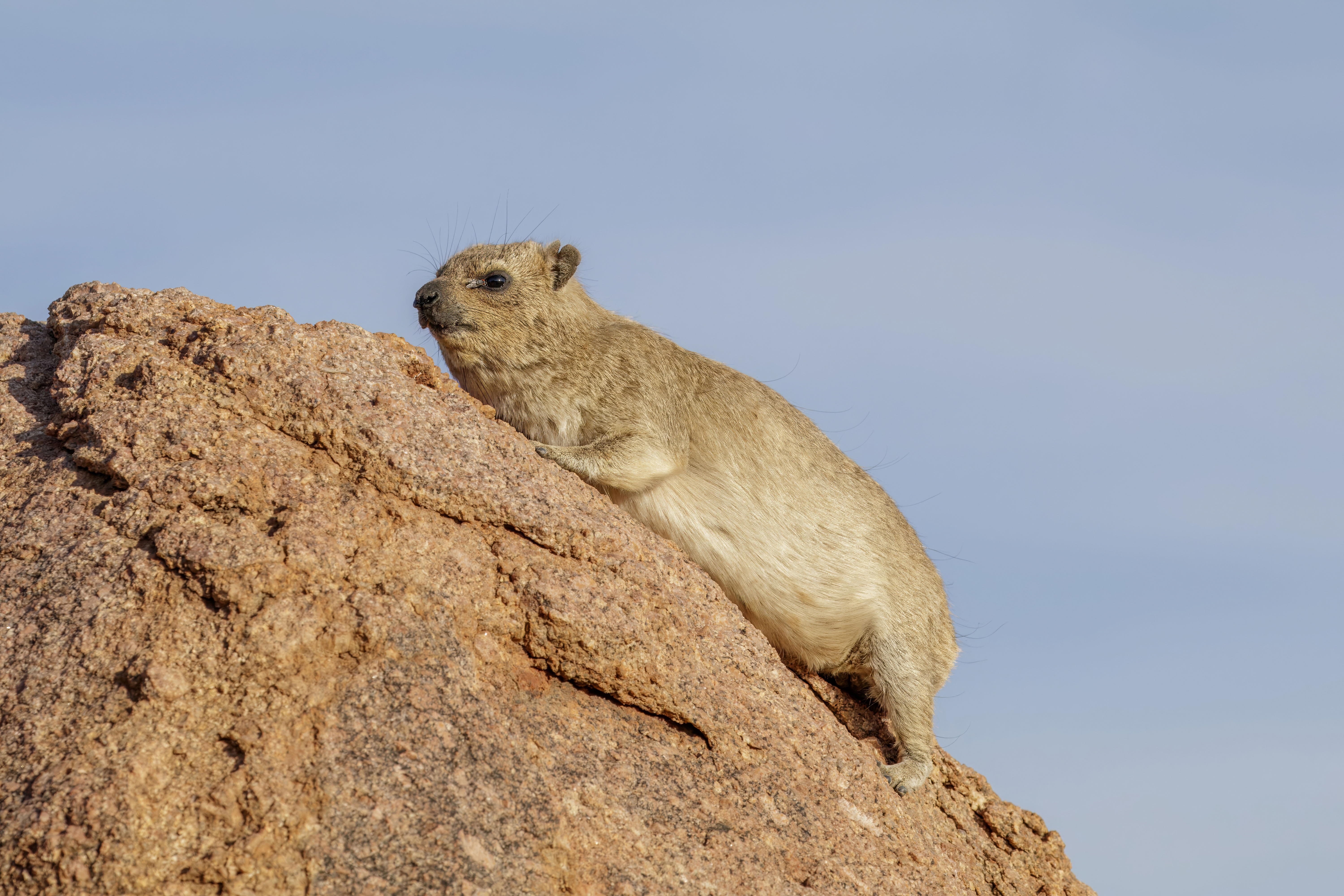
Mascul Hiracoidee

Fauna africană, în sensul său mai larg, este reprezentată de toate animalele care trăiesc în Africa și în mările și insulele din jurul acesteia. Fauna africană cea mai caracteristică se găsește în zona zona afrotropicală. Situată aproape în întregime în zonele tropicale și în egală măsură la nord și la sud de ecuator, ceea ce creează condiții favorabile pentru o faună bogată. Africa găzduiește multe dintre cele mai faimoase animale din lume în cultura umană, cum ar fi leii‚ rinocerii‚ gheparzii‚ girafele‚ antilopele, hipopotamii, leoparzii, zebrele și elefanții africani, printre multe altele.

## Originea și istoria faunei africane
În timp ce primele urme de viață din fosilele din Africa datează din cele mai vechi timpuri, formarea faunei africane, așa cum o cunoaștem astăzi, a început odată cu divizarea supercontinentului Gondwana la mijlocul erei mezozoice.

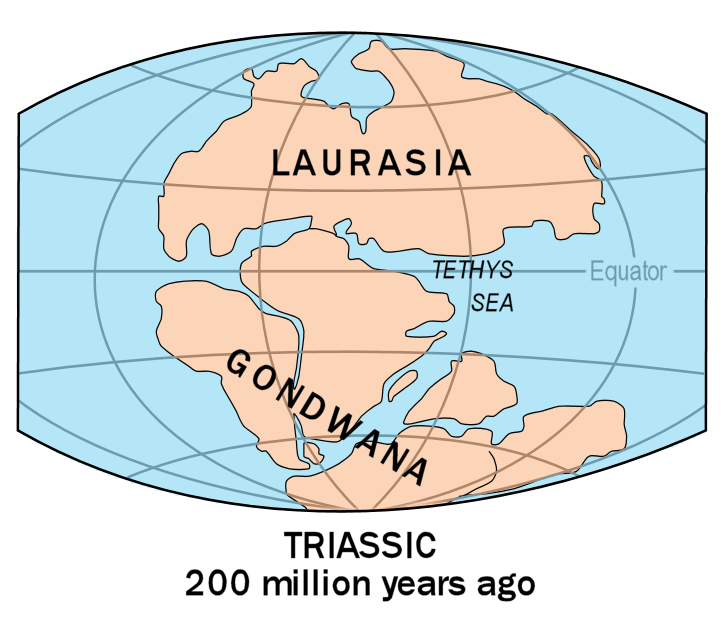
Continentele Laurasia-Gondwana acum 200 de milioane de ani

După aceea, se pot distinge patru până la șase ansambluri faunistice, așa-numitele straturi faunistice africane (AFS). Izolarea Africii a fost întreruptă intermitent de „rute de filtrare” discontinue care au legat-o de alte continente Gondwana (Madagascar, America de Sud și poate India), dar mai ales de Laurasia. Schimburile cu Gondwana au fost rare și în principal dispersii „în afara Africii”, în timp ce schimburile cu Laurasia au fost numeroase și bidirecționale, deși în principal din Laurasia în Africa. În ciuda acestor conexiuni, izolarea a dus la absențe remarcabile, la o diversitate redusă și la apariția unor taxoni endemici în Africa. Madagascarul s-a separat de Africa continentală în timpul separării Gondwanei la începutul Cretacicului, dar a fost probabil conectat din nou la continent în Eocen.
Primul schimb faunistic neogen a avut loc în Miocenul mijlociu (introducerea Myocricetodontinae, Democricetodontinae și Dendromurinae). Un schimb faunistic terestru major între Africa de Nord și Europa a început la aproximativ 6,1 Ma, cu aproximativ 0,4 milenii înainte de începutul crizei messiniene (de exemplu introducerea Murinae, imigranți din Asia de Sud)
La începutul Terțiarului, Africa era acoperită de o vastă pădure veșnic verde, locuită de o faună forestieră endemică, cu multe tipuri comune cu Asia de Sud. În Pliocen, clima a devenit uscată și cea mai mare parte a pădurii a fost distrusă, animalele din pădure refugiindu-se în insulele forestiere rămase. În același timp, o mare punte terestră a legat Africa de Asia și a avut loc o mare invazie de animale din fauna de stepă în Africa. La începutul Pleistocenului s-a instalat o perioadă umedă și o mare parte din pădure a fost reînnoită, în timp ce fauna de pășune a fost divizată și izolată, așa cum fusese și fauna de pădure anterior. Fauna forestieră actuală este, prin urmare, de origine dublă, coborând parțial din fauna endemică și parțial din formele de stepă care s-au adaptat la viața forestieră, în timp ce fauna actuală de savană are o explicație similară. Izolarea din vremurile trecute a dus la prezența unor subspecii strâns înrudite în regiuni foarte separate Africa, locul de origine al oamenilor, prezintă mult mai puține dovezi de pierdere în urma extincției megafaunei din Pleistocen, probabil pentru că coevoluția animalelor mari alături de primii oameni a oferit suficient timp pentru ca aceștia să dezvolte mijloace de apărare eficiente. Situația sa la tropice a scutit-o și de glaciațiunile din Pleistocen, iar clima nu s-a schimbat prea mult.

## Nevertebrate

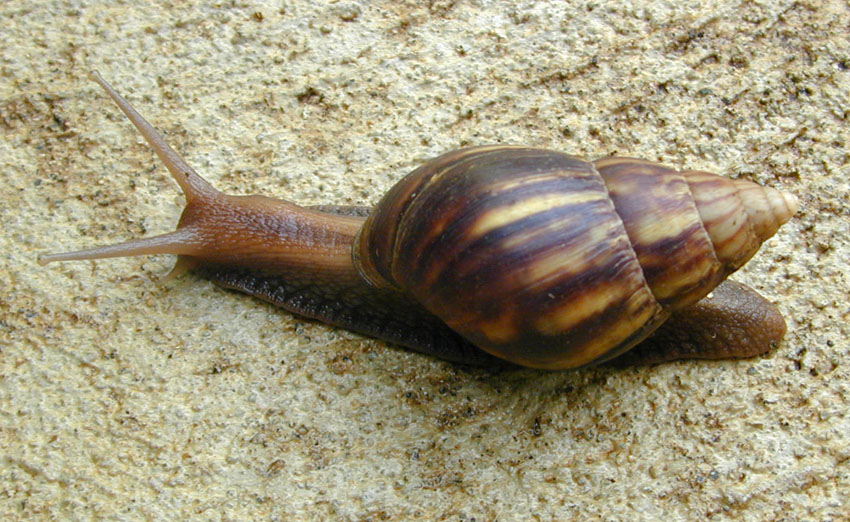
Melc uriaș est-african

Există mari lacune în cunoștințele umane despre nevertebratele africane. Africa de Est are o faună bogată de corali, cu aproximativ 400 de specii cunoscute. Tot acolo trăiesc peste 400 de specii de echinoderme și 500 de specii de briozoare, precum și o specie de cubozoare (Carybdea alata). Dintre nematode, Onchocerca volvulus, Necator americanus, Wuchereria bancrofti și Dracunculus medinensis sunt paraziți umani. Printre nematodele parazite importante pentru plantele cultivate se numără Meloidogyne, Pratylenchus, Hirschmanniella, Radopholus, Scutellonema și Helicotylenchus. Dintre puținele Onychophora, Peripatopsis și Opisthopatus trăiesc în Africa. Cea mai mare diversitate de moluște de apă dulce se găsește în lacurile din Africa de Est. În ceea ce privește melcii marini, diversitatea este mai redusă pe coasta Atlanticului și mai mare în regiunea tropicală de vest a Oceanului Indian (peste 3 000 de specii de gasteropode, cu 81 de specii endemice). Scoicile de cauri au fost utilizate ca bani de către africanii indigeni. Fauna melcilor de uscat este bogată în special în regiunile Afromontane, și există câteva familii endemice în Africa (ex. Achatinidae, Chlamydephoridae), dar și alte familii tropicale sunt comune (Charopidae, Streptaxidae, Cyclophoridae, Subulinidae, Rhytididae). Au fost descoperite 156 de specii de tardigrade, și aproximativ 8000 de specii de arahnide. Milipedul african Archispirostreptus gigas este unul dintre cele mai mari din lume. Sunt prezente 20 de genuri de crabi de apă dulce.
Comunitățile de animale de sol din Africa tropicală sunt puțin cunoscute. Au fost întreprinse câteva studii ecologice asupra macrofaunei, în special în Africa de Vest. Râmele sunt studiate intensiv în Africa de Vest și de Sud.

### Insecte

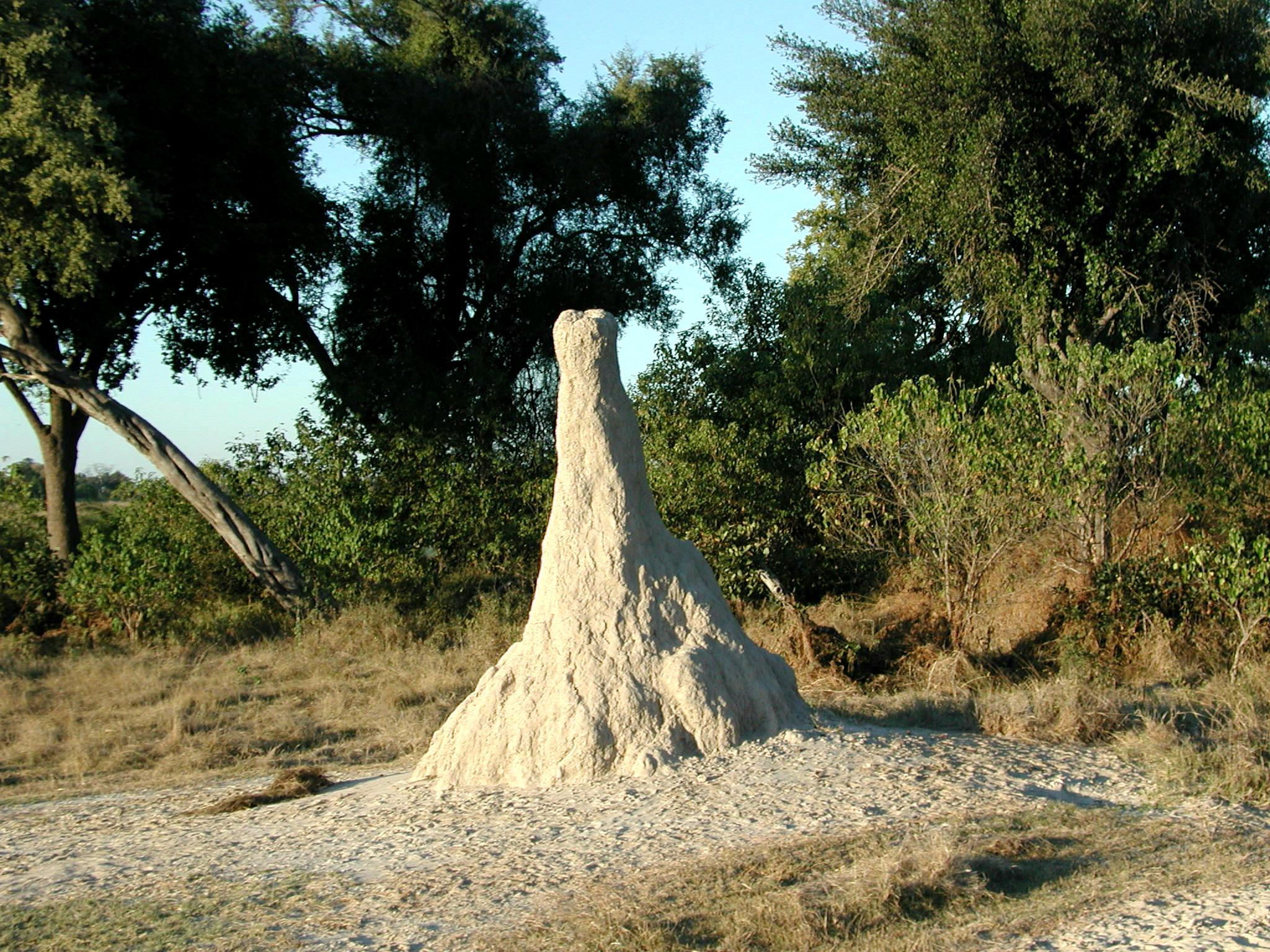
O movilă de termite în Botswana

Aproximativ 100,000 de specii de insecte au fost descrise din Africa Subsahariană, dar există foarte puține sinteze ale faunei în ansamblu (s-a estimat că insectele africane reprezintă aproximativ 10-20% din diversitatea globală de specii de insecte, iar aproximativ 15% din descrierile de specii noi provin din zonele afrotropicale). Singurul ordin endemic de insecte africane este Mantophasmatodea.
Au fost înregistrate aproximativ 875 de specii africane de libelule.
Lăcustele călătoare și lăcustele de deșert au reprezentat amenințări grave pentru economiile și bunăstarea oamenilor din Africa.
Africa are cel mai mare număr de genuri de termite dintre toate continentele, și peste 1,000 de specii de termite.
Dintre Diptere, numărul speciilor africane descrise este de aproximativ 17,000. Natalimyzidae, o nouă familie de muște acalyptrate, a fost recent descrisă în Africa de Sud. Anopheles gambiae, Aedes aegypti și musca țețe sunt vectori importanți de boli. Din Africa sunt cunoscute 1600 de specii de albine și 2000 de specii de furnici, printre alte himenoptere.
De asemenea, trăiesc 3,607 specii de fluturi, fiind cel mai cunoscut grup de insecte. Omizile moliei mopani fac parte din bucătăria sud-africană. Printre numeroasele specii de gândaci africani se numără faimosul scarabeu sacru, gândacul centaurus, gândacii manticora și uriașii gândacii Goliathus.

### Fluturi

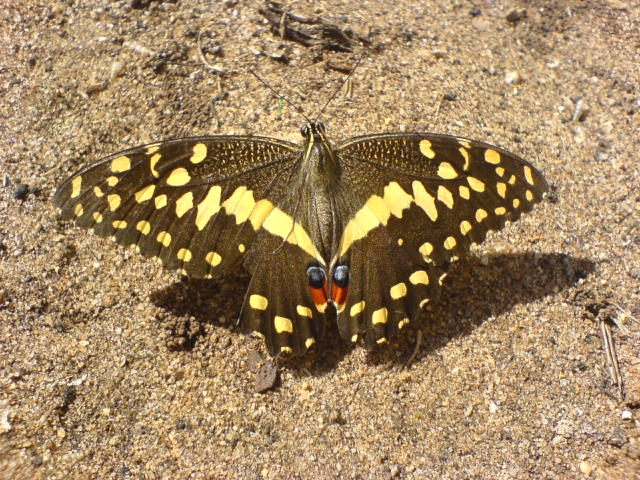
Un fluture papilio demodocus din Tanzania

Zonele fierbinți pentru fluturi includ pădurile congoleze și mozaicul de pădure-savană din Guineea. Unii fluturi (Hamanumida daedalus, Precis, Eurema) sunt specialiști ai pajiștilor sau savanelor. Mulți dintre aceștia au populații foarte mari și o arie de răspândire vastă. Africa de Sud are una dintre cele mai mari proporții de fluturi Lycaenid (48%) pentru orice regiune din lume, cu multe specii cu arie de răspândire restrânsă. Africa de Nord se află în regiunea palearctică și are un ansamblu diferit de specii.
Genurile bogate în specii în Africa includ Charaxes, Acraea, Colotis și Papilio, mai ales Papilio antimachus și Papilio zalmoxis. Tribul Liptenini este endemic zonei afrotropicale și include genuri bogate în specii precum Ornipholidotos, Liptenara, Pentila, Baliochila, Hypophytala, Teriomima, Deloneura și Mimacraea. Miletinae sunt mai ales africane, în special Lachnocnema. Alte lycaenide endemice includ genul Alaena. Nymphalidae endemice includ Euphaedra, Bebearia, Heteropsis, Precis, Pseudacraea, Bicyclus și Euxanthe. Pieridae endemice includ Pseudopontia paradoxa și Mylothris. Skipperii endemici includ Sarangesa și Kedestes. Cea mai mare diversitate de specii se înregistrează în Republica Democratică Congo, unde trăiesc 2 040 de specii, dintre care 181 sunt endemice.

## Pești

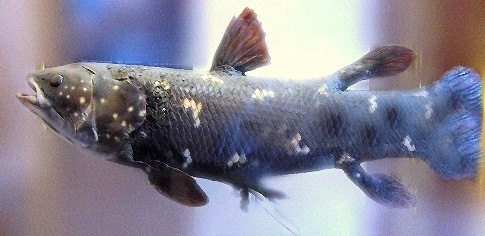
Latimeria, un membru viu al unui grup de pești care se credea dispărut de mult timp

Africa este cel mai bogat continent în pești de apă dulce, cu aproximativ 3000 de specii. Marile Lacuri din Africa de Est (Victoria, Nyasa și Tanganyika) sunt centrul biodiversității multor pești, în special a cichlidelor (adăpostesc mai mult de două treimi din cele aproximativ 2000 de specii din această familie). Regiunea râurilor de coastă din Africa de Vest acoperă doar o fracțiune din Africa de Vest, dar adăpostește 322 din speciile de pești din Africa de Vest, 247 fiind limitate la această zonă și 129 fiind limitate la arii și mai mici. Fauna râului central cuprinde 194 de specii de pești, dintre care 119 endemice și doar 33 limitate la zone mici. Diversitatea marină este cea mai mare în apropierea țărmului Oceanului Indian, cu aproximativ 2 000 de specii.
Caracteristici faunei africane sunt Perciforme (Lates, tilapias, Dichistiidae, Anabantidae, Oxudercinae, Parachanna, Acentrogobius, Croilia, Glossogobius, Hemichromis, Nanochromis, Oligolepis, Oreochromis, Steronotherbius, Steronotherbius Kneriidae, Phractolaemidae), unele dipnoi (Protopterus), multe Characiforme (Distichodontidae, Hepsetidae, Citharinidae, Alestiidae), Osteoglossiformes (Pește-cuțit african, Gymnarchidae, Mormyridae, Pantodontidae), Siluriforme (Amphiliriidae, Auglariidae, Claroteidae,Malapteruridae, Mochokidae, Schilbeidae), Osmeriforme (Galaxiidae), Ciprinodontiforme (Aplocheilidae, Poeciliidae) și Cipriniforme (Labeobarbus, Pseudobarbus, Tanakia și altele).

## Amfibieni
Endemice pentru Africa sunt familiile Arthroleptidae, Astylosternidae, Heleophrynidae, Hemisotidae, Hyperoliidae, Petropedetidae, Mantellidae. De asemenea, sunt răspândite Bufonidae (Bufo, Churamiti, Capensibufo, Mertensophryne, Nectophryne, Nectophrynoides, Schismaderma, Stephopaedes, Werneria, Wolterstorffina), Microhylidae (Breviceps, Callulina, Probrevices, Cophylinae, Dyscophus, Melanobatrachinae, Scaphiophryninae), Rhacophoridae (Chiromantis), Ranidae (Afrana, Amietia, Amnirana, Aubria, Conraua, Hildebrandtia, Lanzarana, Ptychadena, Strongylopus, Tomopterna) și Pipidae (Hymenochirus, Pseudhymenochirus, Xenopus). „Evaluarea globală a amfibienilor” din 2002–2004 realizată de IUCN, Conservation International și NatureServe, a arătat că doar pentru aproximativ 50% dintre amfibienii afrotropicali există o preocupare minimă cu privire la starea lor de conservare; aproximativ 130 de specii sunt pe cale de dispariție, dintre care aproximativ un sfert se află într-un stadiu critic. Aproape toți amfibienii din Madagascar (238 de specii) sunt endemici pentru această regiune. Broasca goliath din Africa de Vest este cea mai mare specie de broască din lume.

## Reptile

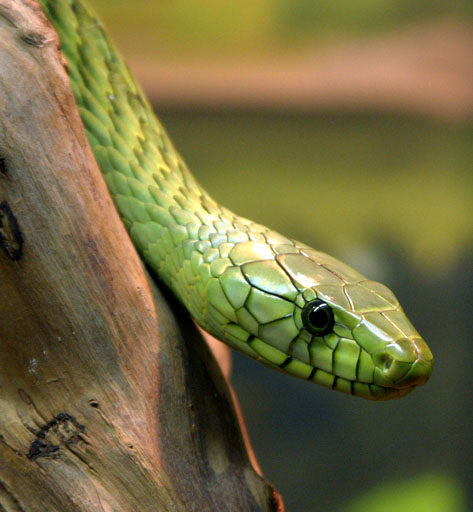
Dendroaspis viridis, un șarpe veninos

Centrul diversității cameleonilor este Madagascar. Șerpii întâlniți în Africa includ atractaspidide, elapide (cobre, Aspidelaps, Boulengerina, Dendroaspis, Elapsoidea, Hemachatus, Homoroselaps și Paranaja), viperine, (Atheris, Bitis, Cerastes, Causus, Echis, Macrovipera, Vipera) colubride (Dendrolycus, Dispholidus, Gonionotophis, Grayia, Hormonotus, Lamprophis, Psammophis, Leioheterodon, Madagascarophis, Poecilopholis, Dasypeltis etc.), pitoni (Piton), tiflopidele (Typhlops) și leptotiflopidele (Leptotyphlops, Rhinoleptus).
Dintre șopârle, multe specii de geckos (Phelsuma, Afroedura, Afrogecko, Colopus, Pachydactylus, Hemidactylus, Narudasia, Paroedura, Pristurus, Quedenfeldtia, Rhoptropus, Tropiocolotes, Uroplatus) Cordylidae, precum și Lacertidae (Acanthodactylus, Pedioplanis), Agamas, Scincidae, Gerrhosauridae și unele Varani sunt comune. Există 12 genuri și 58 de specii de amphisbaeni africani (de exemplu, Chirindia, Zygaspis, Monopeltis, Dalophia).
De asemenea, sunt prezente mai multe genuri de țestoase (Kinixys, Pelusios, Psammobates, Geochelone, Homopus, Chersina), țestoase (Pelomedusidae, Cyclanorbis, Cycloderma, Erymnochelys) și 5-7 specii de crocodili (crocodilul de Nil, crocodilul vest-african, două specii de Mecistops cataphractus și 1-3 specii de crocodil pitici).

## Păsări

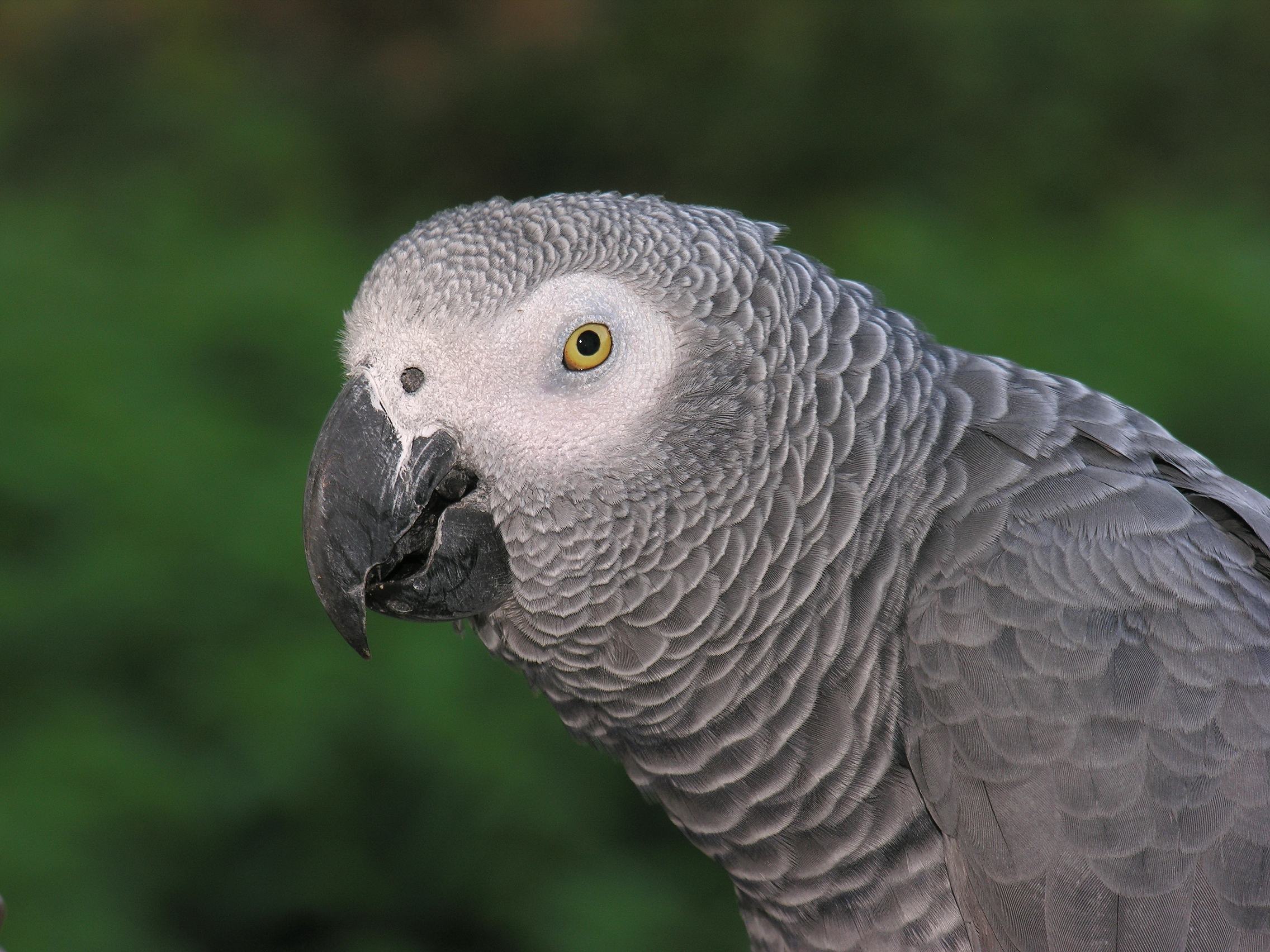
Papagalul gri african este originar din pădurile tropicale vest-africane.

În Africa trăiesc (temporar sau permanent) peste 2600 de specii de păsări (dintre care aproximativ 1500 sunt passeriforme). 114 dintre acestea sunt specii amenințate.
Afrotropicul are diverse familii de păsări endemice, inclusiv struți (Struthionidae), mesite, Nectarinide, pasărea secretar (Sagittariidae), bibilici (Numididae) și păsările-șoarece (Coliidae). De asemenea, mai multe familii de paserifere sunt limitate la Afrotropice. Printre acestea se numără Chaetopidae, Malaconotidae, Platysteiridae și Picathartidae. Alte păsări obișnuite includ papagalii (agapornis, Poicephalus, Psittacus), diverse cocor (cocor cu coroană, cocor albastru, cocor cu mărgele), berze (marabu, barza lui Abdim, jabiru african), stârci (Egretta vinaceigula), Ardea goliath, abumarkub, otididae (Ardeotis kori, Neotis, Eupodotis, Lissotis), Pteroclidiformes (Pterocles), Coraciiforme (prigorii, tockus, Ceratogymna), phasianidae, păun de Congo, prepelița albastră, prepelița arlechin, potârnichea de Madagascar). Printre ciocănitoarele și aliații lor se numără Indicatoridae, Lybiidae, piculetul african, cicăniotoarea de pământ, Dendropicos și Campethera. Păsările răpitoare includ șorecarul, eretele, vulturii din Lumea Veche, uliul gaukler, Circaetus, Melierax și altele. Trogoniformele sunt reprezentate de un singur gen (Apaloderma). Pinguinul african este singura specie de pinguin. Madagascar a găzduit cândva păsările-elefant dispărute. Mauritius a găzduit cândva specii endemice de păsări dispărute, în special pasărea Dodo și, de asemenea porumbelul albastru Mauritius.
Africa adăpostește numeroase păsări cântătoare (Anthus, Oriolidae, Parmoptila, brubru, cisticola, nigrita, măslinul cu cap cenușiu, pytilia, Mandingoa nitidula, cryptospiza, Pyrenestes, cintezele albastre, Lagonosticta, Estrilda astrild, amandava, locnhura, păsări țesător, pițigoiul Hylia, Amadina, Anthoscopus, Mirafra, Hypargos, Eremomela, Euschistospiza, Erythrocercus, Malimbus, Pittidae, Uraeginthus, Corvus albus, Corvus albicollis, Corvus crassirostris, Corvus capensis și altele). Țesătorul cu cioc roșu este cea mai abundentă specie de păsări din lume.
Din cele 589 de specii de păsări (cu excepția păsărilor de mare) care se reproduc în Palaearctica (Europa temperată și Asia), 40% își petrec iarna în altă parte. Dintre speciile care pleacă iarna, 98% se îndreaptă spre sud, spre Africa.

## Mamifere

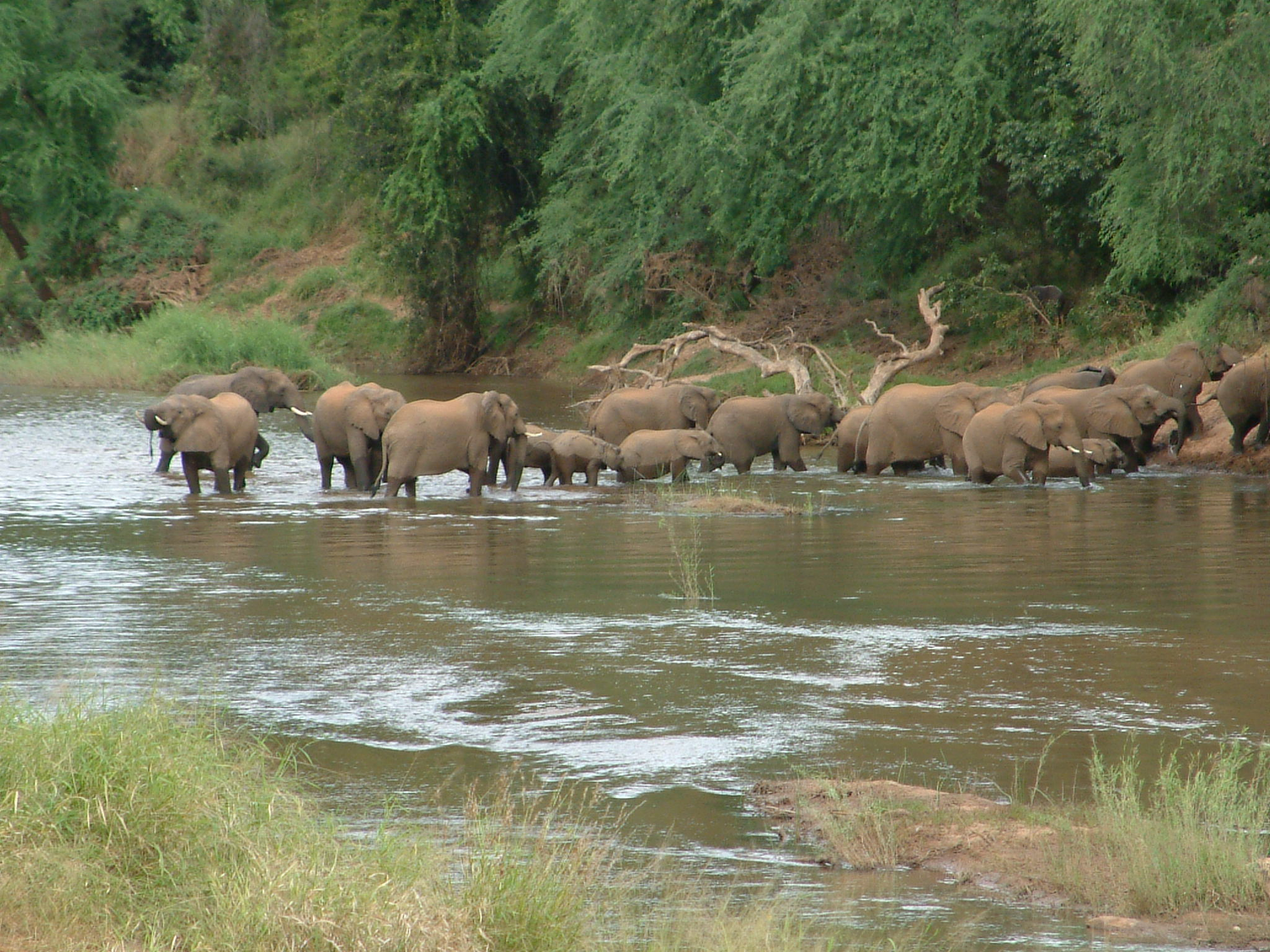
O turmă de elefanți africani

În Africa trăiesc peste 1100 de specii de mamifere. Africa are trei ordine endemice de mamifere: Tubulidentate (porci furnicari), Afrosoricida ( tenreci și crizocloride) și Macroscelidea (chițcan elefant). Filogeneza actuală a mamiferelor recunoaște clada Afrotheria (adesea considerată ca un superordin), care include ordinele exclusiv africane, precum și altele despre care se crede că sunt de origine africană. Câmpiile est-africane sunt bine cunoscute pentru diversitatea mamiferelor mari.
Eulipotyphla africană include subfamiliile Myosoricinae și Crocidurinae. Aricii includ aricii de deșert, Atelerix și alții. Rozătoarele sunt reprezentate de Paraxerus, Xerini, Funisciurus, gerbilii, Thryonomys, Thallomys paedulcus, Nesomyidae, iepurii săritori, spalacide, Petromus typicus, Heliosciurus, Lemniscomys, Thamnomys, Histricide, Stochomys longicaudatus, Lophiomys imhausi, Deomyinae, Aethomys, Arvicanthis, Colomys, Dasymys, Dephomys, Epixerus, Grammomys, Graphiurus, Hybomys, Hylomyscus, Malacomys, Mastomys, Mus, Mylomys, Oentomys, Myomys, Myomys, Pelomys, Praomys, Rhabdomys, Stenocephalemys și multe altele. Printre iepurii și iepurii africani se numără iepurele de râu, iepurele al tufișurilor, iepurele al Capului, Lepus saxatilis, Lepus starcki, Lepus victoriae, Lepus habessnicus și mai multe specii de Pronolagus. Printre mamiferele marine se numără mai multe specii de delfini, 2 specii de sirenieni și foci (de exemplu, otarie brună). Dintre carnivore, există 60 de specii, inclusiv hienele, leii, leoparzii, gheparzii, servalii, câinii sălbatici africani, precum și șacal cu dungi laterale, purpuri în dungi, Zorilla, caracal, vidră cu gât pătat, viezure melivor, mai multe manguste, vulpi și zibete. Familia Eupleridae este limitată la Madagascar.

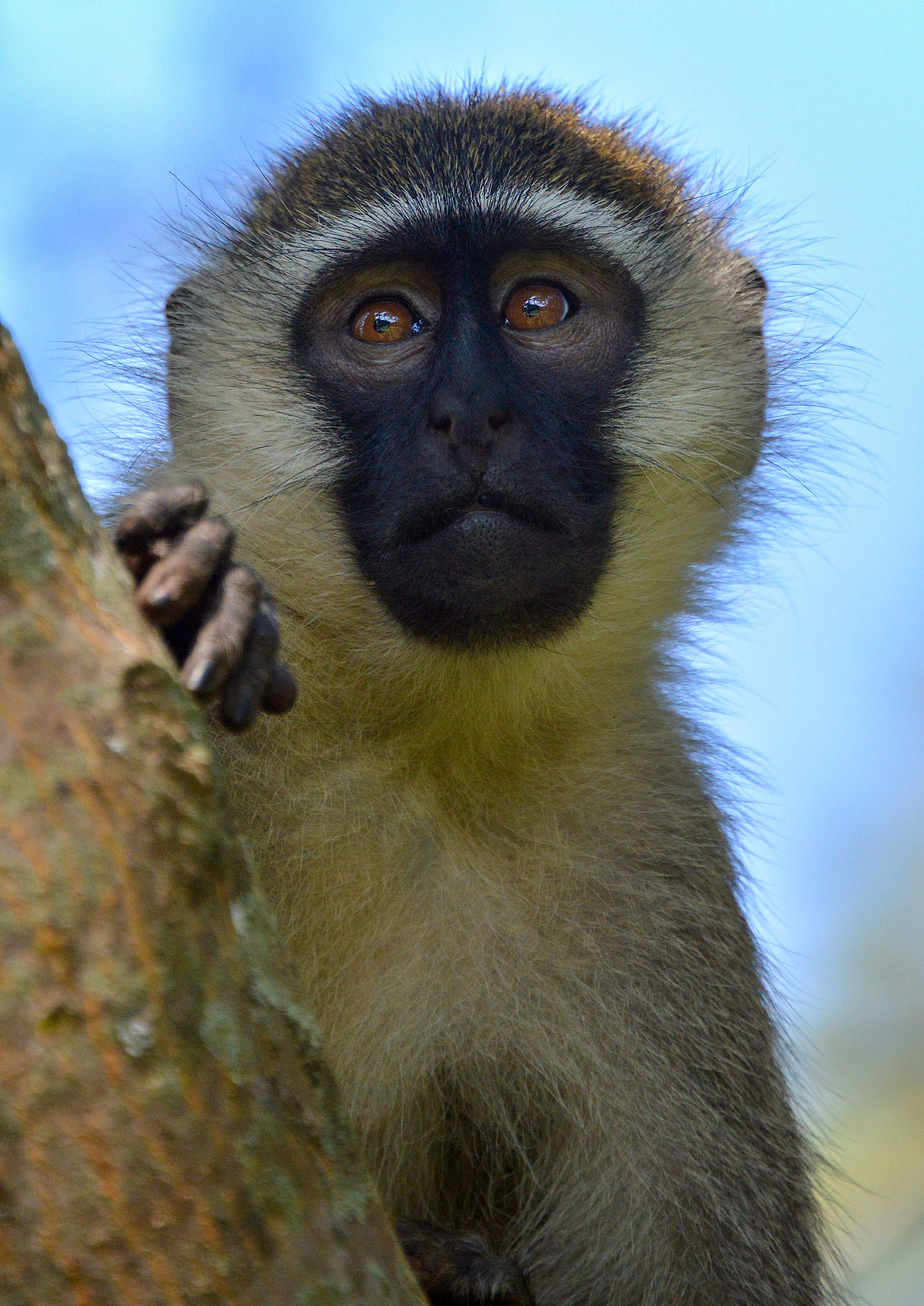
Maimuța Vervet în Uganda

Lista copitatelor din Africa este mai lungă decât pe oricare alt continent. Cel mai mare număr de bovide moderne se găsește în Africa (bivol african, duiker, impala, Pelea capreolus, Reduncinae, oryx, dik-dik, Oreotragus oreotragus, oribi, gerenuk, gazele adevărate, antilopă Kongoni, antilopă gnu, dibatag, eland, Nepogelatragus, Raphicerus, Damaliscus). Alte copitate cu degete egale sunt girafele, okapi, hipopotamii, facocerii, Hylochoerus meinertzhageni, Potamochoerus porcus și Potamochoerus larvatus. Copitatele cu degete impare sunt reprezentate de trei specii de zebre, măgarul sălbatic african, rinocerul alb și cel negru. Cel mai mare mamifer african este Loxodonta africana, al doilea ca mărime fiind omologul său mai mic, Loxodonta cyclotis. Patru specii de pangolini pot fi găsite în Africa.
Fauna africană conține 216 specii de primate. Patru specii de maimuțe mari (Hominidae) sunt endemice pentru Africa: ambele specii de gorile (Gorila vestică, Gorilla gorilla, și gorila estică, Gorilla beringei) și ambele specii din genul Pan (cimpanzeul, Pan troglodytes și bonobo, Pan paniscus). Oamenii și strămoșii lor sunt originari din Africa. Alte primate includ colobii, babuinii, gelada, maimuțele vervet, Cercopitec, macacii, mandrilii, mangabeii cu crestă, mangabeii cu pleoapa albă, kipunji, maimuțele de mlaștină ale lui Allen, maimuțele Patas și talapoins. Lemurii și ai-ai sunt caracteristice Madagascarului. A se vedea și Lista mamiferelor din Africa.